# Zwolnica

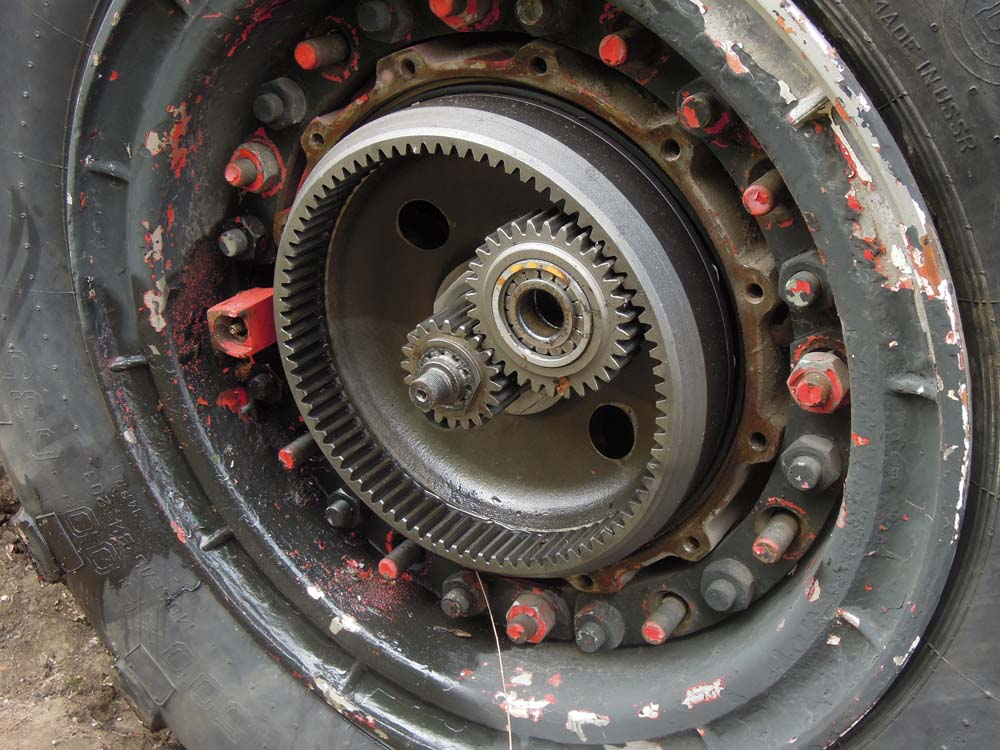
Zwolnica planetarna z ciężarówki MAZ-7310

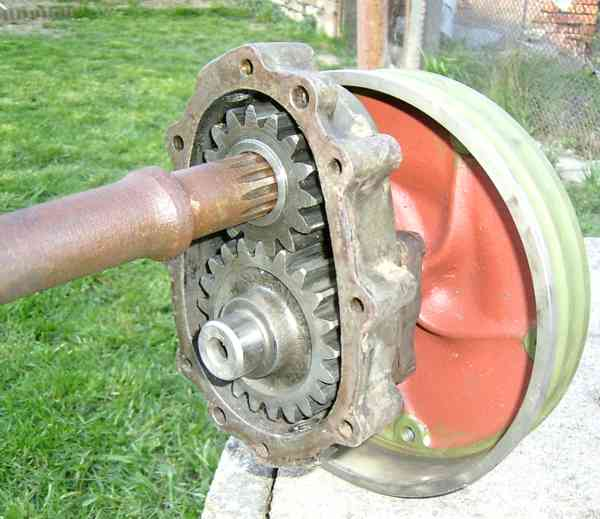
Zwolnica zwiększająca prześwit pojazdu z VW typ 82 Kübelwagen

Zwolnica – przekładnia zębata montowana przy kołach napędowych ciągnika rolniczego lub w niektórych pojazdach użytkowych i terenowych. 
Zwolnice stosuje się głównie w celu zwiększenia momentu obrotowego, a tym samym zmniejszenia obrotów dopiero na kołach, dzięki czemu wszystkie inne elementy układu przeniesienia napędu pracują na większych obrotach, a przy mniejszych momentach obrotowych mogą być mniejsze i lżejsze.
Dzięki zastosowaniu zwolnic można również zwiększyć lub zmniejszyć (na przykład w autobusach niskopodłogowych) prześwit pod pojazdem.
Najczęściej stosowane rodzaje zwolnic
- Zwolnice obiegowe (planetarne) z nieruchomym kołem pierścieniowym - są zwartymi konstrukcjami umieszczanymi w piastach kół napędowych. Mechanizm przekazujący obroty składa się w nich z napędzanego koła słonecznego (centralnego), obracających się wokół niego satelitów, sprzężonych z kołem oraz zewnętrznego nieruchomego koła pierścieniowego. W zwolnicy tego typu oś obrotu walu napędzającego jak i napędzanego leżą na jednej prostej, co nie umożliwia zmianę prześwitu.
- Zwolnice różnicowe - zazwyczaj klasyfikuje się je jako podtyp zwolnic planetarnych. Podobnie jak one stanowią zwartą konstrukcję umieszczaną w piastach kół napędowych. Wykorzystywane w nich satelity mają stożkowy kształt i obracają się między dwoma kołami koronowymi - nieruchomym (od strony układu napędowego) i ruchomym (od zewnątrz). W ich przypadku również nie zachodzi zmiana wielkości prześwitu.
- Zwolnice walcowe - występują w 2 wariantach - z uzębieniem wewnętrznym lub zewnętrznym. Oś napędowa i napędzana nie leżą na jednej prostej a są oddalone o stałą wartość wynikającą z konstrukcji zwolnicy. Zawsze są umiejscowione w oddzielnej obudowie, znajdującej się między półosią napędową i czołem piasty koła. Poza zwalnianiem obrotów na kołach napędowych umożliwiają również modyfikację prześwitu pod mostem pojazdu, przez zmianę mocowania zwolnicy do mostu.